# Elezioni presidenziali negli Stati Uniti d'America del 1936
Le elezioni presidenziali negli Stati Uniti d'America del 1936 si svolsero il 3 novembre. La sfida oppose il candidato repubblicano Alfred Mossman Landon e il presidente democratico uscente Franklin Delano Roosevelt.
Le elezioni del 1936 furono caratterizzate da un evento centrale nella storia della statistica e dei sondaggi. La rivista Literary Digest, che aveva puntualmente previsto i risultati delle quattro elezioni presidenziali precedenti, condusse un sondaggio elettorale reclutando un campione di dieci milioni di cittadini dalle liste del registro automobilistico e dell'elenco telefonico. Solo 2,3 milioni di persone parteciparono all'indagine. Secondo il Digest, le elezioni sarebbero state certamente vinte da Landon.
Contemporaneamente, lo statistico George Gallup predisse invece la vittoria di Roosevelt utilizzando un campione molto più ristretto (50.000 persone). Non solo, ma con un esiguo sottoinsieme delle persone incluse nella lista del 'Digest' (3.000) Gallup replicò i risultati ottenuti dalla rivista.
Le elezioni furono vinte da Roosevelt. Literary Digest chiuse i battenti dopo due anni. La lezione di Gallup fu fondamentale negli anni a venire, dimostrando la scarsa importanza della dimensione del campione statistico rispetto alla sua composizione, che dev'essere necessariamente casuale e probabilistica. Servendosi infatti degli elenchi del telefono e del registro automobilistico, il Digest aveva finito per intervistare troppi repubblicani (mediamente più ricchi e più facilmente in possesso di un'utenza telefonica o di una automobile) e di conseguenza aveva sottostimato l'elettorato democratico. Dalle elezioni successive, la tecnica di campionamento utilizzata dai sondaggisti fu quella per quote.

## Risultati
| Candidati                  | Candidati              | Partiti                                       | Voti       | %     | Delegati |
| Presidente                 | Vicepresidente         | Partiti                                       | Voti       | %     | Delegati |
| -------------------------- | ---------------------- | --------------------------------------------- | ---------- | ----- | -------- |
| Franklin D. Roosevelt (NY) | John Nance Garner (TX) | Partito Democratico                           | 27 752 648 | 60,80 | 523      |
| Alf Landon (KS)            | Frank Knox (IL)        | Partito Repubblicano                          | 16 681 862 | 36,54 | 8        |
| William Lemke (ND)         | Thomas C O'Brien (MA)  | Union Party                                   | 892 378    | 1,95  | –        |
| Norman Thomas (NY)         | George A Nelson        | Partito Socialista d'America                  | 187 910    | 0,41  | –        |
| Earl Browder (NY)          | James W Ford (NY)      | Partito Comunista degli Stati Uniti d'America | 79 315     | 0,17  | –        |
| Totale                     | Totale                 | Totale                                        | 45 647 699 | 100   | 531      |